# Diocesi di Matadi
La diocesi di Matadi (in latino: Dioecesis Matadiensis) è una sede della Chiesa cattolica nella Repubblica Democratica del Congo suffraganea dell'arcidiocesi di Kinshasa. Nel 2021 contava 1.295.900 battezzati su 2.592.650 abitanti. È retta dal vescovo André Giraud Pindi Mwanza Mayala.

## Territorio
La diocesi è una delle tre circoscrizioni ecclesiastiche nella provincia civile del Congo Centrale, nella Repubblica Democratica del Congo. Occupa la parte centrale della provincia e comprende la città di Matadi, i territori di Luozi, Songololo e Mbanza-Ngungu, e parte di quelli di Kasangulu e di Seke-Banza.
Sede vescovile è la città di Matadi, dove si trova la cattedrale di Nostra Signora Mediatrice di ogni grazia (Notre-Dame Médiatrice de toutes les Grâces).
Il territorio si estende su circa 31.000 km² ed è suddiviso in 54 parrocchie, raggruppate in 7 decanati.

## Storia
La prefettura apostolica di Matadi fu eretta il 1º luglio 1911 con il decreto Quo spiritualium di Propaganda Fide, ricavandone il territorio dal vicariato apostolico del Congo belga (oggi arcidiocesi di Kinshasa).
Il 23 luglio 1930 la prefettura apostolica fu elevata a vicariato apostolico con il breve Nos quibus di papa Pio XI.
Il 10 novembre 1959 il vicariato apostolico è stato ulteriormente elevato a diocesi con la bolla Cum parvulum di papa Giovanni XXIII.

## Cronotassi dei vescovi
Si omettono i periodi di sede vacante non superiori ai 2 anni o non storicamente accertati.
- Joseph Heintz, C.SS.R. † (1º agosto 1911 - febbraio 1929 dimesso)
- Jean-François Cuvelier, C.SS.R. † (28 giugno 1929 - maggio 1938 dimesso)
- Alphonse Marie Van den Bosch, C.SS.R. † (14 giugno 1938 - 18 dicembre 1965 dimesso[2])
- Simon N'Zita Wa Ne Malanda † (18 dicembre 1965 - 8 marzo 1985 ritirato)
- Raphaël Lubaki Nganga † (8 marzo 1985 succeduto - 26 marzo 1987 deceduto)
- Gabriel Kembo Mamputu † (21 giugno 1988 - 21 settembre 2010 ritirato)
- Daniel Nlandu Mayi † (21 settembre 2010 succeduto - 6 marzo 2021 dimesso)
- André Giraud Pindi Mwanza Mayala, dal 23 aprile 2022[3]

## Statistiche
La diocesi nel 2021 su una popolazione di 2.592.650 persone contava 1.295.900 battezzati, corrispondenti al 50,0% del totale.
| anno | popolazione | popolazione | popolazione | presbiteri | presbiteri | presbiteri | presbiteri                | diaconi | religiosi | religiosi | parrocchie |
| anno | battezzati  | totale      | %           | numero     | secolari   | regolari   | battezzati per presbitero | diaconi | uomini    | donne     | parrocchie |
| ---- | ----------- | ----------- | ----------- | ---------- | ---------- | ---------- | ------------------------- | ------- | --------- | --------- | ---------- |
| 1950 | 133.039     | 300.000     | 44,3        | 67         | 10         | 57         | 1.985                     |         | 107       | 80        | 19         |
| 1969 | 205.000     | 560.000     | 36,6        | 82         | 27         | 55         | 2.500                     |         | 85        | 188       | 31         |
| 1978 | 400.000     | 600.000     | 66,7        | 75         | 30         | 45         | 5.333                     |         | 60        | 98        | 37         |
| 1990 | 626.000     | 1.253.000   | 50,0        | 75         | 46         | 29         | 8.346                     |         | 43        | 130       | 36         |
| 1999 | 600.000     | 1.400.000   | 42,9        | 117        | 98         | 19         | 5.128                     |         | 27        | 166       | 37         |
| 2000 | 650.000     | 1.420.000   | 45,8        | 142        | 121        | 21         | 4.577                     |         | 34        | 169       | 37         |
| 2001 | 610.000     | 1.450.000   | 42,1        | 146        | 125        | 21         | 4.178                     |         | 35        | 172       | 37         |
| 2002 | 620.000     | 1.500.000   | 41,3        | 142        | 120        | 22         | 4.366                     |         | 36        | 171       | 36         |
| 2003 | 660.000     | 1.700.000   | 38,8        | 144        | 116        | 28         | 4.583                     |         | 41        | 151       | 37         |
| 2004 | 665.000     | 1.750.000   | 38,0        | 152        | 124        | 28         | 4.375                     |         | 41        | 159       | 37         |
| 2013 | 1.120.944   | 2.476.000   | 45,3        | 132        | 114        | 18         | 8.492                     |         | 33        | 152       | 40         |
| 2016 | 1.121.010   | 2.518.006   | 44,5        | 145        | 126        | 19         | 7.731                     |         | 31        | 160       | 53         |
| 2019 | 1.276.854   | 2.552.393   | 50,0        | 141        | 119        | 22         | 9.055                     |         | 37        | 189       | 55         |
| 2021 | 1.295.900   | 2.592.650   | 50,0        | 163        | 123        | 40         | 7.950                     |         | 66        | 221       | 54         |